# Torigny-les-Villes
Torigny-les-Villes ist eine Gemeinde im französischen Département Manche in der Normandie. Sie gehört dort zum Kanton Condé-sur-Vire im Arrondissement Saint-Lô. Sie entstand am 1. Januar 2016 durch ein Dekret vom 28. September 2015 als Commune nouvelle, indem die bisherigen Gemeinden Brectouville, Torigni-sur-Vire, Guilberville und Giéville zusammengelegt wurden. Diese sind seither Communes déléguées. Torigny-sur-Vire ist der Hauptort (Chef-lieu). 

## Gliederung
| Ortsteil                           | ehemaliger INSEE-Code | Fläche (km²) | Einwohnerzahl (2016) |
| ---------------------------------- | --------------------- | ------------ | -------------------- |
| Brectouville                       | 50075                 | 03,74        | 0166                 |
| Giéville                           | 50202                 | 10,33        | 0670                 |
| Guilberville                       | 50224                 | 22,15        | 1210                 |
| Torigni-sur-Vire (Verwaltungssitz) | 50601                 | 03,01        | 2306                 |

## Geografie
Nachbarorte sind Condé-sur-Vire im Nordwesten, Saint-Amand im Norden und im Nordosten, Placy-Montaigu und Souleuvre en Bocage im Osten und im Süden, Pont-Farcy und Beuvrigny im Südwesten und Saint-Louet-sur-Vire, Domjean und Troisgots im Westen. Im Nordosten entspringt das Flüsschen Jacre und entwässert durch das Gemeindegebiet zur Vire.